# School (canción)
«School» es una canción de la banda de grunge y rock alternativo, Nirvana. Es la cuarta canción en el álbum de 1989 Bleach. La canción fue escrita por Kurt Cobain (que aparece en los créditos como Kurdt Kobain).
La canción fue escrita sobre la discográfica Sub Pop y la escena grunge, conocida en ese tiempo como "El Sonido de Seattle". La canción era incluso titulada "The Seattle Scene" en sus inicios. De acuerdo a Cobain, la canción comenzó como una broma, pero terminó siendo una "buena canción". La letra de la canción consiste de tan sólo 15 palabras.

## Otras versiones
- Una versión de la canción en vivo en el Teatro Paramount de Seattle en 1991 aparece en el sencillo de «Come as You Are».
- Una versión de la canción interpretada en noviembre del mismo año en Ámsterdam aparece en From the Muddy Banks of the Wishkah.
- Una versión proveniente de un ensayo de 1988 en la casa de la madre del bajista Krist Novoselic con Chad Channing en la batería aparecen en el DVD de With the Lights Out.
- Otra versión en vivo aparece en el álbum Live at Reading.
- Otra versión en vivo se halla en el DVD de With the Lights Out, esta incluye un jam con Dan Peters en batería.
- Otra versión en vivo aparece en la versión de aniversario de Bleach, grabada en el Pine Street Theatre.

## Versiones por otros artistas
La canción fue versionada por Fear Factory en el álbum Archetype.